# Стріли Громового дракона
«Стріли Громового дракона» (англ. Arrows of the Thunder Dragon) — австралійський драматичний фільм, знятий Грегом Снеддоном. Світова прем'єра стрічки відбулась 16 листопада 2013 року на міжнародному кінофестивалі в Колкаті. Фільм був висунутий Австралією на премію «Оскар-2016» у номінації «найкращий фільм іноземною мовою». Стрічка була знята в Бутані.

## У ролях
- Канду — Сангай
- Тшерінг Зам — Джамьянг